# 韦斯特马格
韋斯特馬格（Vestamager）是丹麥首都哥本哈根的15個正式行政區之一。韋斯特馬格面積13.99平方公里，人口7799人，人口密度每平方公里558人，是哥本哈根面積最大和人口密度最少的區。

## 外部連結
- City of Copenhagen’s statistical office

55°39′00″N 12°34′30″E / 55.65000°N 12.57500°E